# Dicranum polysetum
Dicranum polysetum là một loài Rêu trong họ Dicranaceae. Loài này được Sw. mô tả khoa học đầu tiên năm 1801.

## Hình ảnh

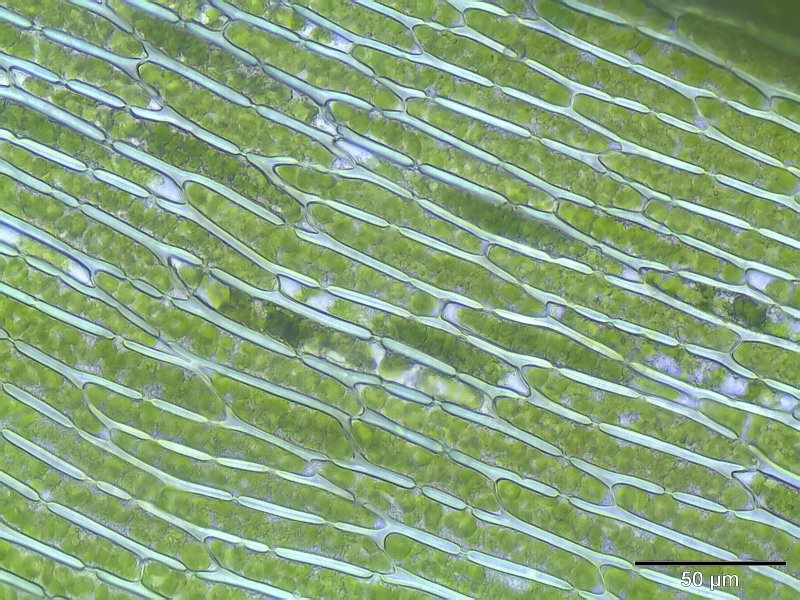
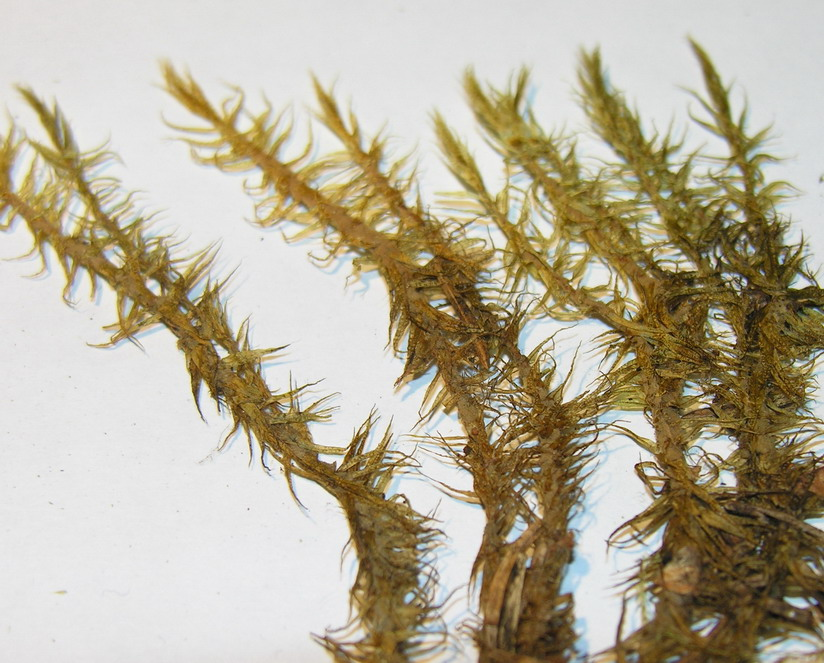
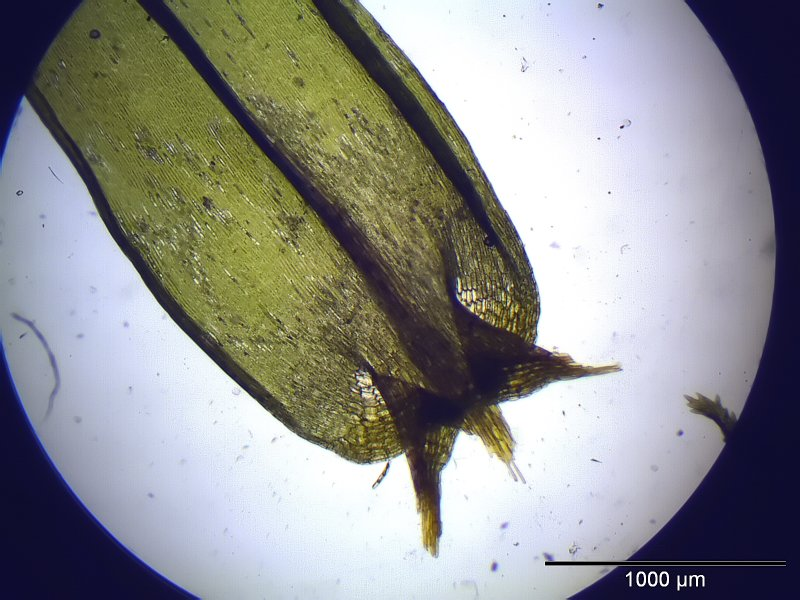
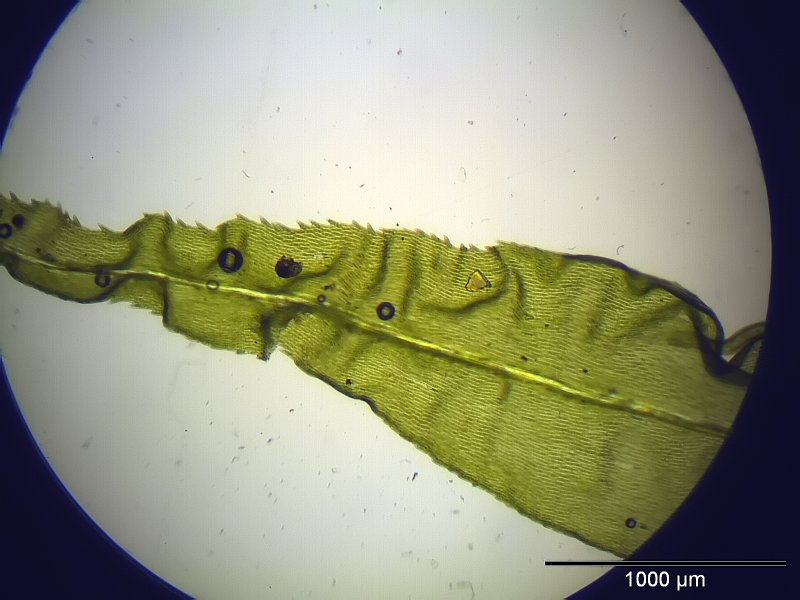